# ارکی کاتایا
ارکی کاتایا (فنلاندی: Erkki Kataja; ۱۹ ژوئن ۱۹۲۴ – ۲۷ آوریل ۱۹۶۹) ورزشکار پرش با نیزه اهل فنلاند بود.